# ثعلب الرمل

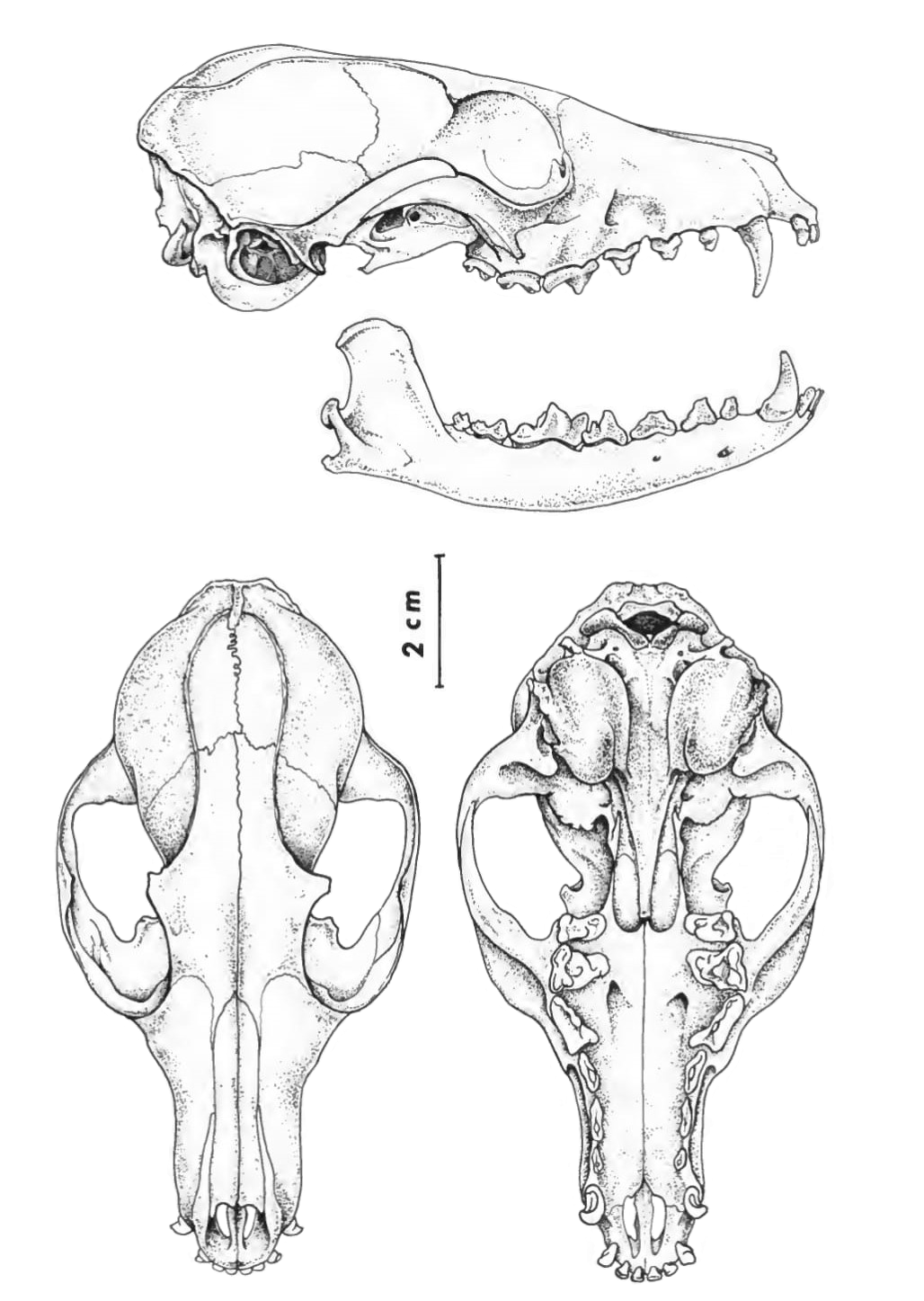
جمجمة الثعلب روبل

ثعلب الرمل أو ثعلب روبل أو الثعلب الرملي الرمادي (الاسم العلمي: Vulpes rueppellii) إحدى أنواع الثعالب التي تستوطن شمال إفريقيا والشرق الأوسط من موريتانيا عبر دول المغرب والجزائر وتونس وليبيا ومصر والسودان ومالي وتشاد والنيجر والصومال وفلسطين والسعودية والإمارات وقطر وعُمان واليمن والأردن والعراق وسوريا وإيران، وصولا إلى أفغانستان وباكستان. دعي هذا النوع من الثعالب بهذا الاسم تيمنا بهاوي التجميع الألماني إدوارد روبل. يبلغ أمد حياة هذا الثعلب حوالي 6 أو 7 سنوات في البريّة إلا أنه يمكن أن يعمّر أكثر في الأسر.
يبلغ طول ثعلب الرمال ما بين 40 و52 سنتيمترا ويزن قرابة 1.7 كيلوغرامات، ويصل ارتفاع كتفه لحوالي 25 سنتيمتر. يعتبر ثعلب روبل من أصغر أنواع الكلبيّات حجما، فهو أصغر من الثعلب الأحمر بأشواط إلا أنه يزال أكبر حجما من الفنك. يتراوح لون هذه الثعالب من الرمليّ إلى الرمادي الباهت على القسم العلوي من الجسد، أما القسم السفلي فألوانه أكثر بهاتة، كما وتمتلك بقعا سوداء على الخطم وذيل طويل كث أبيض اللون على الطرف. بالإضافة لخطوط سوداء على الوجه، شبيهة بخطوط وجه الفهد، تمتد من زاوية كل عين وصولا إلى زاوية الفم. لهذه الحيوانات أقدام مبطنة بالفراء للحيلولة دون حرق الأخيرة عندما يمشي الثعلب على الرمال الحارقة في الصحراء، وكما العديد من الحيوانات الصحراوية الأخرى فلثعلب روبل آذان كبيرة لتساعده على تبريد جسده.
تعيش ثعالب روبل في أزواج أو مجموعات عائليّة صغيرة في حوز خاص بها، ولا تزال عادات التناسل عندها يكتنفها الغموض. إن الوضع الحالي لثعلب روبل غير معروف، بما أنه من الصعب جدّا تقدير أعداده في البريّة، لذا فإن القائمة الحمراء للأنواع المهددة بالانقراض لا تصنّفه بوضع محدد نظرا لنقص المعلومات، بينما يُصنفه أخرون على أنه غير مهدد حيث يستندون في قولهم هذا إلى أنه ليس هناك من أخطار رئيسيّة كبيرة، بحسب ما يظهر، تهدد أي من الجمهرات المختلفة أو النوع ككل (إذ أن البشر يصطادون هذه الثعالب كمصدر للطعام في بعض الأحيان وليس للحصول على فرائها، الأمر الذي كان من شأنه إنقاص أعدادها بوتيرة ملحوظة)، وبالتالي فيمكن القول أنه غير مهدد إلى أن يُثبت العكس.

## السلوك

### المسكن
يشمل المسكن النمطيّ لهذه الثعالب الصحاري الرمليّة والصخريّة، وفي السعودية ظهر أنها تتواجد في المساكن المفتوحة الجافّة والصخريّة، التي تتلقى أقل من 100 ميليمتر من المتساقطات في السنة، ذات الغطاء النباتي المتفرّق الذي يشمل بعض أنواع الحشائش والأعشاب المزهرة. وفي القسم الشمالي من الصحراء الكبرى، تعيش ثعالب روبل في مساكن شبيهة بتلك الموجودة في شبه الجزيرة العربية، والتي يصل معدل الأمطار السنوية فيها إلى حوالي 150 ميليمترا. أما في النجير وغربي الصحراء الكبرى بما فيها المغرب والدول المجاورة، فإن هذا النوع يسكن المناطق ذات الغطاء النباتي الضئيل أو الشديد التفرّق الذي تسيطر عليه أنواع معينة من الآجام والأشجار (من شاكلة الأركان، السنط، الأكلير، وغيرها)، ويتفادى مناطق الكثبان الرمليّة الكبيرة حيث يظهر أن الفنك هو نوع الكلبيات الوحيد الذي يسكنها؛ إلا أنه في الجزائر يمكن العثور على هذه الحيوانات في ذلك النوع من المساكن. وفي الإمارات، تتواجد ثعالب الرمال في أنواع مختلفة من الصحاري بما فيها الصفاح الرمليّة، الكثبان الرمليّة، وسهول الحصى.
تعيش ثعالب روبل أيضا في المناطق الساحلية القليلة النبات، والعديمة الأشجار. وهي قادرة على أن تعيش في المناطق ذات المصادر المائيّة الشحيحة كما في وسط السعودية (في محمية معزة الصيد) على تخوم صحراء الربع الخالي، وفي الجزائر وغربي الصحراء الكبرى حيث أظهرت الملاحظات عدم ارتباط هذه الثعالب بمصدر قريب للماء من مسكنها.
يعتقد العلماء أن ثعالب الرمال دفعت للعيش في البيئة الصحراوية بسبب المنافسة الشديدة مع الثعالب الحمراء الأكبر حجما التي تفضل البيئات الغابويّة إجمالا على البيئة الجافّة، وبالإضافة للثعلب الأحمر الذي قد يقتل ثعلب الرمال بحال قابله، فإن عقبان السهوب والعقبان الذهبية وللبوهة الشمالية (البومة العقابيّة) هي المفترسات الرئيسيّة لهذه الثعالب.

### السلوك الاجتماعي
تعتمد ثعالب الرمال على الغدد المنتجة للروائح كثيرا في سلوكها اليومي، فهي تستخدمها لتعليم منطقتها ولطرد الضواري التي تقترب منها عن طريق رشّها بهذا السائل ذو الرائحة الكريهة كما يفعل الظربان، كما وتستخدم الأنثى هذه الرائحة لتعليم الجحر الأمومي المستخدم لتربية الجراء، وأيضا تقوم الثعالب بتحية بعضها البعض بواسطة هذه الروائح. وينبح ثعلب روبل كما يفعل الكلب تقريبا.
تعيش ثعالب روبل وتتنقل في أزواج خلال موسم التزاوج، وبعد نهاية هذا الموسم تتنقل في مجموعات عائلية يبلغ عدد أفرادها ما بين 3 و15 فردا. تبلغ مساحة الحوز الذي يشغله ثعلبا واحدا ما بين 50 و69 كيلومترا مربّعا، وفي العادة فإن حوز الذكور يكون أكبر حجما من حوز الإناث، وتعتبر هذه الثعالب حيوانات ليلية النشاط، وهي تسكن الجحور التي تحفرها تحت الصخور أو الأشجار، وغالبا ما تتنقل بين الجحور المختلفة أو تهجر جحرها بحال شعرت أن هناك خطرا ما في الجوار.

### الحمية والتناسل
تعتبر هذه الحيوانات قارتة، وهي تخرج للبحث عن الطعام بمفردها وتأكل أي شيء يقع في دربها بما فيها الدرنات والجذور والثدييات الصغيرة، الزواحف، البيض، والعنكبيّات، إلاّ أنها تعتبر آكلة للحشرات في المقام الأول.
تدوم فترة حمل الأنثى ما بين 51 و53 يوما وتلد ما بين صغيرين وثلاثة صغار عمياء في جحر تحت الأرض لحمايتها من الضواري الأخرى. تفطم الجراء عندما تبلغ من العمر ما بين 6 و8 أسابيع.

## العلاقة مع الإنسان ووضع النوع
كانت هذه الثعالب، ولا تزال في بعض المناطق، تعامل على أنها حيوانات طفيليّة يجب التخلّص منها، وذلك بسبب عادتها افتراس الدواجن والمواشي، وفي بعض الدول العربية تقتات هذه الحيوانات على الدجاج والحملان والجديان مما أدى إلى اضطهادها عبر تسميم اللحوم وتركها لها في العراء. وفي إسرائيل، أصبح هذا النوع على شفير الانقراض بسبب المنافسة مع الثعالب الحمراء التي أخذت تقوم بتوسيع نطاق موطنها بالتزامن مع زيادة عدد المستوطنات البشرية في صحراء النقب، مما جعلها بالتالي تقوم بالقضاء على أي منافس لها تقدر عليه. يُعتقد أن المنافسة مع الثعالب الحمراء في أنحاء أخرى من موطنها تسبب لثعالب الرمال مشاكل أيضا. يصطاد البشر هذه الثعالب نادرا من أجل الحصول على فرائها أو كمصدر من مصادر الطعام، وفي بعض المناطق يتم قتل هذه الحيوانات بسبب عاداتها في التغذي على طيور الطرائد من شاكلة الحبارى. ليس هناك من تقدير لوضع هذه الفصيلة في الوقت الراهن، بما انه من الصعب جدا تحديد أعدادها الحقيقية.

### السلالات
لثعلب الرمال سبعة نُوَيْعات هي:
| - نويعة روبل، (V. r. rueppelli، وُصفت عام 1921، تقطن بلاد الشام والعراق) - النويعة الغربيّة، (V. r. caesia، وُصفت عام 1921، تقطن غربي الصحراء الكبرى) - النويعة الليبية، (V. r. cyrenaica، وُصفت عام 1921، تقطن شمال إفريقيا) | - نويعة الكُفرة، (V. r. cufrana، مقصورة على جنوب شرق ليبيا) - النويعة السبئيّة، (V. r. sabaea، وُصفت عام 1934، تقطن شبه الجزيرة العربية) - النويعة الصومالية، (V. r. somaliae، توجد في شمال غرب القرن الإفريقي) - النويعة الزرادشتيّة، النويعة البلوشستانيّة، (V. r. zarudneyi، وُصفت عام 1913، تقطن إقليم بلوشستان الإيراني) |